# Liste des voyages officiels effectués par Kim Jong-un

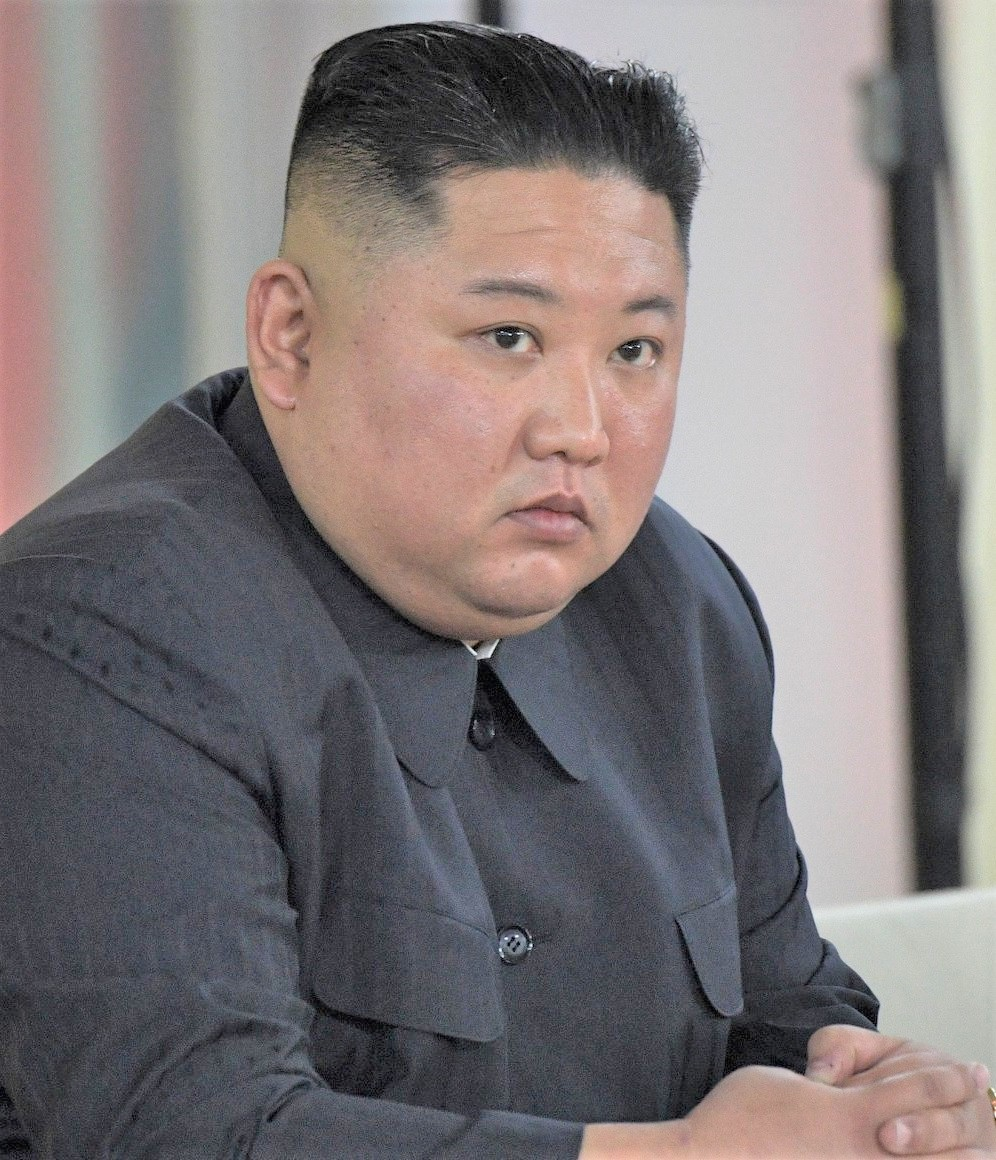
Kim Jong-un

Ce qui suit est une liste des voyages officiels effectués par Kim Jong-un au cours de son mandat en tant que président du Parti des travailleurs de Corée, président de la Commission des affaires d'État et président de la Commission militaire centrale du Parti des travailleurs de Corée. Il a effectué neuf voyages à l'étranger dans cinq pays depuis qu'il a pris ses fonctions de Leader suprême de Corée du Nord en décembre 2011. Sa première visite d'État internationale était en Chine en mars 2018.
Le nombre de visites par pays où il a voyagé est :
- 1 visite à Singapour ;
- 2 visites en Corée du Sud ;
- 1 visite au Viêt Nam ;
- 2 visites en Russie ;
- 4 visites en Chine.

## Sommaire des voyages officiels

### 2018
| Pays         | Lieux visités                                                   | Date(s)            | Dirigeant(s) rencontré(s)                                                           | Détail | Image |
| ------------ | --------------------------------------------------------------- | ------------------ | ----------------------------------------------------------------------------------- | --- | ----- |
| Chine        | Pékin                                                           | 25 au 28 mars 2018 | Secrétaire général du Parti communiste chinois Xi Jinping                           | Premier voyage hors du territoire nord-coréen depuis son arrivée au pouvoir en 2011. Xi Jinping est le premier leader international à rencontrer Kim Jong-un lors d'une visite officielle d'État. Rencontre avec le dirigeant de la Chine Xi Jinping, le Premier ministre Li Liqiang, le directeur du Département de liaison internationale du Parti communiste chinois Song Tao, le Ministre des Affaires étrangères Wang Yi, et des membres du Politburo du Parti communiste. |       |
| Corée du Sud | Maison de la Paix, Panmunjom, Zone coréenne démilitarisée (DMZ) | 27 avril 2018      | Président sud-coréen Moon Jae-in                                                    | Rencontre avec le président Moon Jae-in,. |       |
| Chine        | Dalian                                                          | 7 et 8 mai 2018    | Secrétaire général du Parti communiste chinois Xi Jinping                           | Visite de travail,. Deuxième réunion avec le dirigeant de la Chine, Xi Jinping dans un délai de 40 jours. |       |
| Singapour    | Central Area, Singapour (en), Sentosa                           | 10 au 12 juin 2018 | Premier ministre de Singapour Lee Hsien Loong Président des États-Unis Donald Trump | Tenue d'une réunion bilatérale avec le Premier ministre Lee Hsien Loong. Rencontre avec le président américain Donald Trump,. |       |
| Chine        | Pékin                                                           | 19 au 20 juin 2018 | Président de la république populaire de Chine Xi Jinping                            | Troisième rencontre avec le dirigeant de la Chine Xi Jinping,. |       |

### 2019
| Pays                       | Lieux visités | Date(s)                   | Dirigeant rencontré                                                                      | Détail                                                                               | Image |
| -------------------------- | ------------- | ------------------------- | ---------------------------------------------------------------------------------------- | ------------------------------------------------------------------------------------ | ----- |
| Chine                      | Beijing       | 7 et 8 mai 2018           | Secrétaire général du Parti communiste chinois Xi Jinping                                | Article détaillé : Rencontre Kim-Xi .                                                |       |
| Viêt Nam                   | Hanoi         | 26 février au 2 mars 2019 | Président du Viêt Nam Nguyễn Phú Trọng                                                   | Article détaillé : Sommet entre la Corée du Nord et les États-Unis à Hanoï en 2019 . |       |
| Russie                     | Vladivostok   | 25 avril 2019             | President russe Vladimir Poutine,                                                        | Article détaillé : Rencontres Kim-Poutine .                                          |       |
| Corée du Sud et États-Unis | Panmunjeom    | 30 juin 2019              | Président de la République de Corée Moon Jae-in et Président des États-Unis Donald Trump | .                                                                                    |       |

### 2023
| Pays   | Lieux visités         | Date(s)                 | Dirigeant rencontré              | Détail                                      | Image |
| ------ | --------------------- | ----------------------- | -------------------------------- | ------------------------------------------- | ----- |
| Russie | Cosmodrome Vostotchny | 12 au 17 septembre 2023 | Président russe Vladimir Poutine | Seconde rencontre avec le président Poutine |       |